# Leapmotor
Leapmotor és un fabricant d'automòbils xinès amb seu a Hangzhou, Xina, especialitzat en el desenvolupament de vehicles elèctricss.

## Història

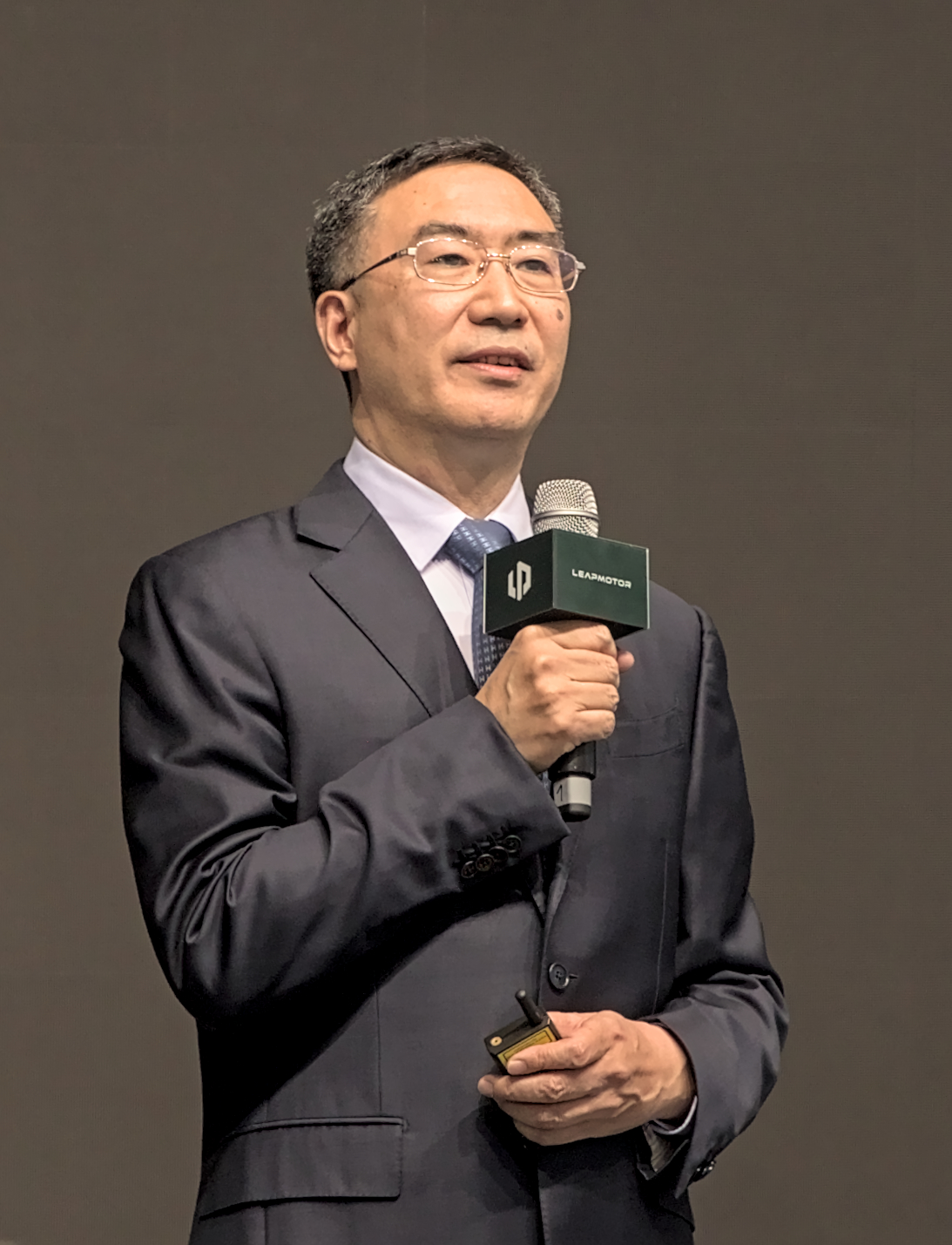
Zhu Jiangming (2023)

Leapmotor es va fundar el desembre de 2015 i té la seu a Hangzhou, Xina.
El 13 de juny de 2018, al CES Àsia, Leapmotor va anunciar que el primer xip d'intel·ligència artificial (IA) de fabricació nacional, anomenat "Lingxin 01" ha entrat en la fase de verificació d'integració. El xip d'IA va ser desenvolupat conjuntament per Leapmotor i Zhejiang Dahua Technology Co., Ltd (Dahua Technology), i s'esperava que fos provat en vehicles el segon trimestre del 2019. El Lingxin 01 està dissenyat per a vehicles autònoms i té la capacitat d'aprenentatge profund i una potència informàtica líder. The company vertically integrates high margin components by developing and building its own components such as electric traction motors, vehicle CPU, LED lighting.
L'octubre de 2018, Leapmotor va anunciar plans per llançar 3 nous models durant el període de 2018 a 2021, inclòs el LP-S01, el LP-T03 i el LP-C11, basats en la plataforma de vehicles S, T i C respectivament.
El juny de 2019, el primer producte, el Leapmotor S01 coupé elèctric de 2 portes, es va llançar al mercat xinès. Es va mostrar un prototip al Saló de l'Automòbil de Guangzhou 2017. En aquell moment, la companyia havia recaptat 380 milions de capital, i la construcció de la fàbrica havia començat. El S01 es va mostrar inicialment com el coupé LP-S01 a principis del 2018. The first deliveries occurred of the S01 in June 2019.
El maig de 2020, Leapmotor i el fabricant d'automòbils xinès FAW van establir una associació estratègica per desenvolupar conjuntament models de vehicles elèctrics intel·ligents. L'acord també implica la cooperació conjunta en R+D, fabricació, producció i aplicació de peces centrals intel·ligents de vehicles elèctrics, i la investigació posterior sobre el desenvolupament de tecnologies bàsiques clau i la innovació de mesures de producció.
L'11 de maig de 2020, Leapmotor va llançar oficialment el segon vehicle elèctric de producció en massa, el cotxe urbà elèctric Leapmotor T03. El vehicle es va llançar aquesta vegada amb un total de 3 models, the price range after subsidy is 65,800-75,800 yuan (~US $9,280 – US $10,691). El Leapmotor T03 equipa un paquet de bateries amb una capacitat de 36,5 kWh i una autonomia de creuer NEDC de 403 km.
El novembre de 2020, Leapmotor va llançar oficialment el tercer EV de producció en massa, el crossover elèctric Leapmotor C11, basat en el concepte C-More del 2019. El C11 funciona amb motors elèctrics duals amb una potència conjunta de 544 PS (536 hp / 400 kW) i 720 Nm (531 lb-ft) de parell. El Leapmotor C11 té uns 600 km (404 milles) d'autonomia.
A l'octubre de 2023, Stellantis va anunciar la seva inversió a Leapmotor al preu d'1.500 milions d'euros, adquirint el 20% de Leapmotor per donar suport a la tecnologia per construir vehicles elèctrics.

## Vehicles

### Models actuals
| Model | foto | Especificacions |
| ----- | ---- | --- |
| S01   |      | Estil de carrosseria: Cotxe esportiu Classe: (S) Sport compact Portes: 2 Seients: 2 Bateria: Ions de liti de 35,6 kWh (380 i 380 Pro) o 48 kWh (460 i 460 Pro) Producció: juny de 2019–2021 Revelat: novembre de 2017 (Auto Guangzhou)                                                       |
| T03   |      | Estil de carrosseria: Hatchback Classe: (A) Cotxe urbà Portes: 5 Seients: 4 Bateria: 21,6 kWh, 31,9 kWh, 38 kWh o 41 kWh Li-ion Producció: de maig de 2020 a l'actualitat Revelat: març de 2020                                                                                              |
| C11   |      | Estil de carrosseria: stationwagon Classe: (J) SUV de mida mitjana SUV Portes: 5 Seients: 5 Bateries: 30,1 kWh (EREV 180), 43,74 kWh (EREV 285), 69,2 kWh (500), 89,55 kWh (650) o 89,97 kWh (580 AWD) Li-ion Producció: 2021 fins a l'actualitat Revelat: desembre de 2020 (Auto Guangzhou) |
| C01   |      | Estil de carrosseria: Sedan Classe: (D) Sedan de mida mitjana Portes: 4 Seients: 5 Bateria: 62,8 kWh (525), 78,54 kWh (606) o 90 kWh (717 i 630 AWD) Li-ion Producció: 2022 fins a l'actualitat Revelat: maig de 2022                                                                        |
| C10   |      | Estil de carrosseria: stationwagon Classe: (J) Mida completa SUV Portes: 5 Seients: 5-7 Bateria: Producció: per començar Revelat: setembre de 2023 (Saló de l'Automòbil de Munic 2023) |

Leapmotor C01 és el primer vehicle elèctric amb cèl·lules de bateria directament integrades al baix de la carrosseria.

### Vehicles conceptuals
Leapmotor ha revelat 1 vehicle conceptual.
| Model  | foto | Especificacions |
| ------ | ---- | --- |
| C-More |      | Estil de carrosseria: SUV Crossover Classe: (J) mida mitjana Portes: 5 Seients: 7 Bateria: Revelat: abril de 2019 (Auto Shanghai) |

## Venda
| Curs | Vendes  |
| ---- | ------- |
| 2019 | 1,000   |
| 2020 | 10,266  |
| 2021 | 43,121  |
| 2022 | 111,168 |